# Supercopa da Inglaterra de 2017
A Supercopa da Inglaterra 2017 ou FA Community Shield 2017 foi a 95ª edição do torneio, disputada em partida única entre o Campeão Inglês 2016–17 (Chelsea) e o Campeão da Copa da Inglaterra 2016–17 (Arsenal).

## Participantes
| Equipe  | Classificação                         |
| ------- | ------------------------------------- |
| Chelsea | Campeão Premier League de 2016–17     |
| Arsenal | Campeão Copa da Inglaterra de 2016–17 |

## Partida
A partida segue o fuso horário do verão inglês (UTC+1).
| 6 de agosto de 2017 | Arsenal       | 1 – 1     | Chelsea   | Estádio de Wembley, Londres               |
| 14:00               | Kolašinac 82' | Relatório | Moses 46' | Público: 83 325 Árbitro: ENG Bobby Madley |

|                                           |       | Penalidades            |  |
| Walcott Monreal Oxlade-Chamberlain Giroud | 4 – 1 | Cahill Courtois Morata |  |

| Arsenal | Chelsea |

## Campeão
| Campeão da Supercopa da Inglaterra de 2017 |
| ------------------------------------------ |
| ARSENAL 15° titulo                         |